# Siergiejew (miasto)
Siergiejew, kaz. Сергеев – miasto w północnym Kazachstanie, w obwodzie północnokazachstańskim. Stolica rejonu Szał akyn.